# Protocolos de Roma (1934)
Os Protocolos de Roma foram uma série de três acordos assinados em Roma em 17 de março de 1934 entre os governos da Áustria, Hungria e Itália. Foram assinados pelo primeiro-ministro italiano Benito Mussolini e, seus colegas, o austríaco Engelbert Dollfuss e o húngaro Gyula Gömbös. Os três protocolos entraram em vigor em 12 de julho de 1934 e foram registrados na Liga das Nações em 12 de dezembro de 1934 .
Os Protocolos, embora só lidassem com questões econômicas, faziam parte da cooperação entre os três governos signatários contra a política de Adolf Hitler (que acabara de chegar ao poder na Alemanha) para a Áustria e as suas tentativas de aumentar sua influência na Bacia do Danúbio, bem como contra a integridade territorial da Iugoslávia, que desejavam desmembrar entre eles. A cooperação nascida destes protocolos foi de curta duração, logo Mussolini se juntou a Hitler abandonando sua antiga proteção a Áustria, e o governo da Hungria, controlado por Miklós Horthy, também se juntou ao Terceiro Reich em 1938.[carece de fontes?]